# Swartzia jimenezii
Swartzia jimenezii är en tvåhjärtbladiga växtart som beskrevs av Cowan. Swartzia jimenezii ingår i släktet Swartzia, och familjen ärtväxter. Inga underarter finns listade i Catalogue of Life.